# John Dahl
John Dahl (nacido el 11 de diciembre de 1956) es un director de cine americano, además de guionista y director televisivo, conocido por sus trabajos en el género neo-noir.

## Vida y carrera
John Dahl nació en Billings, Montana, el segundo de cuatro niños (su hermano es Rick Dahl). Su interés en el cine empezó a la edad de diecisiete, cuándo vio La naranja mecánica:
Esta película capturó mi imaginación. Fue la primera película que me hizo dar cuenta de que alguien tiene que hacer esa historia. Alguien tiene que construir esos decorados. Alguien tiene que pintar esas pinturas. De repente se me ocurrió la idea de que yo podría hacer una película.
Primero fue a la Universidad de Montana y luego al MSU, donde fue estudiante de Bill Pullman. Su primer largometraje en MSU se hizo con $12,000. Allí también conoció a su mujer, Beth Friedberg, y después de la graduación dejaron Montana para ir a Los Ángeles. 
Dahl empezó su carrera como dibujante de storyboard y ayudante de dirección. A través de los años ochenta hizo cortometrajes y vídeos de música para Kool and The Gang y Joe Satriani. Dirigió dos películas que pasaron sin pena ni gloria Kill Me Again y Red Rock West, pero su tercer largometraje, La última seducción, que protagonizó Linda Fiorentino, fue aclamado por la crítica. La última seducción también está protagonizada por el antiguo profesor de Dahl, Bill Pullman.
A partir de 2007 Dahl se centró en la televisión, dirigiendo episodios de series de prestigio.

## Filmografía

### Director

#### Películas
- Kill Me Again (1989)
- Red Rock West (1993)
- The Last Seduction (1994)
- Unforgettable (1996)
- Rounders (1998)
- Joy Ride (2001)
- The Great Raid (2005)
- You Kill Me (2007)

#### Televisión
- Fallen Angels (1993) episodio "Mañana Muero"
- Tilt (2005) 2 episodios: "The Last Hand" y "Shuffle Up and Deal"
- Californication (2007-2013) episodios: "El Diablo Threesome", "Ninguna Manera de Tratar una Señora", "Tan Aquí es la Cosa...", "Señor Ejemplo Malo", "Abogados, Pistolas y Dinero", "The Last Supper", "JFK a LAX", "Quitters"
- Vida (serie de televisión de la NBC) (2007) el episodio "Impotente"
- Fear Itself (2008) Posibilidad "de episodio"
- True Blood (2008, 2009 y 2010) 4 episodios: "Mine", "Never Let Me Go", "Timebomb", "Hitting the Ground"
- Battlestar Galactica (2009) episodio "The Oath"
- Dexter (2008@–13) episodios: "Los Sueños de León Esta noche", "Ir Vuestra Manera Propia", "Dex Toma unas Vacaciones", "Hombre Famélico", "Hola Bandido", "Círculo Nos", "Hop un Freighter", "Aquellas Clases de Cosas", "Un Caballo de un Color Diferente", "Justo Dejado Va", "Esto es la Manera los Fines Mundiales", "Eres...?", "Corrido", " Ves Qué Veo?", "Una Poca Reflexión", "Marca Vuestra Clase Propia de Música"
- Breaking Bad (2009) episodio "Abajo"
- The Vampire Diaries (2009 a 2013) Episodios: "Friday Night Bites", "Brave New World", "The Ties that Bind" y "Catch Me If You Can"
- Hellcats (2010) episodio "El Juego de Partido"
- Justified (2010-2013) episodios: "El Martillo", "Para Sangre o Dinero", "Medidas", "Outlaw"
- Terriers (2010) episodio "Agua Caliente"
- Shameless (2011) Asesino "de episodio Carl"
- Homeland (2012) episodio "The Clearing"
- Arrow (2012) Episodio "Year's End"
- Person of Interest (2013) Episodio: "Dead Reckoning"
- Hannibal (2013) episodio 10 "Bufete Froid"
- The Americans (2013) episodio 12 "El Oath"
- Outlander (2014)
- House of Cards (2015) 2 episodios: "Capítulo 33" y "Capítulo 34"
- Iron Fist (2017) 2 episodios: "Snow Gives Way" y "Shadow Hawk Takes Flight"

### Guionista
- P.I. Private Investigations (1987)
- Kill Me Again (1989)
- Red Rock West (1993)

### Departamento de arte
- Algo salvaje (1986) - storyboard artista (no acreditado)
- Casada con todos (1988) - storyboard artista / asesor visual